# Edward Alfred Cockayne
Edward Alfred Cockayne (Sheffield, 1880 – 1956) è stato un pediatra britannico, ha trascorso la maggior parte della sua carriera medica al Great Ormond Street Hospital for Sick Children a Londra.
Cockayne era particolarmente interessato all'endocrinologia e alle malattie genetiche rare nei bambini. Nel 1946 riconobbe una malattia che sarebbe stata chiamata col suo nome, detta sindrome di Cockayne. È un disordine multisistemico caratterizzato da nanismo, retinite pigmentosa, sviluppo compromesso del sistema nervoso e anormalità facciali. Questa malattia viene suddivisa in tre sottotipi:
- Sindrome di Cockayne I, o Sindrome di Cockayne Classica: in cui le anormalità facciali e somatiche si sviluppano durante l'infanzia. A causa di una progressiva degenerazione neurologica, i malati spesso muoiono entro il secondo o il terzo decennio di età.
- Sindrome di Cockayne II, o Sindrome di Cockayne Severa: in cui le anormalità facciali e somatiche sono presenti alla nascita. L'aspettativa di vita è intorno ai sette anni.
- Sindrome di Cockayne III: più tenue della Cockayne I e II, il suo principio si presenta più tardi rispetto agli altri due tipi.

Nel 1933 pubblica "Inherited Abnormalities of the Skin and its Appendages" ("Anormalità Ereditarie della Pelle e dei suoi Annessi"). Fu il primo libro a trattare esclusivamente le genodermatosi (malattie ereditarie della pelle).
A parte il suo lavoro nel campo medico, Cockayne fu un entomologo. La sua vasta collezione di farfalle e tarme venne donata nel 1947 al Walter Rothschild Zoological Museum a Tring, nello Hertfordshire. Nel 1943 divenne presidente della Royal Entomological Society of London.